# Carlos de Oliveira Santos
Carlos de Oliveira Santos (* 9. Januar 1990) ist ein brasilianischer Leichtathlet, der sich auf den Mittelstreckenlauf spezialisiert hat. 

## Sportliche Laufbahn
Erste Erfahrungen bei internationalen Meisterschaften sammelte Carlos de Oliveira Santos im Jahr 2016, als er bei den Ibero Amerikanischen Meisterschaften in Rio de Janeiro in 3:41,45 min die Bronzemedaille hinter dem Chilenen Carlos Díaz und Víctor Corrales aus Spanien gewann. 2019 gewann er dann bei den Südamerikameisterschaften in Lima in 3:55,18 min die Bronzemedaille im 1500-Meter-Lauf hinter dem Venezolaner Lucirio Antonio Garrido und Diego Lacamoire aus Argentinien. Anschließend startete er bei den Panamerikanischen Spielen ebendort und belegte in 3:44,47 min den sechsten Platz. 2022 klassierte er sich bei den Hallensüdamerikameisterschaften in Cochabamba mit 4:17,03 min auf dem sechsten Platz.
2019 wurde Santos brasilianischer Meister im 1500-Meter-Lauf.

## Persönliche Bestzeiten
- 800 Meter: 1:47,70 min, 11. Juni 2017 in São Bernardo do Campo
- 1500 Meter: 3:41,45 min, 16. Mai 2016 in Rio de Janeiro
  - 1500 Meter (Halle): 4:17,03 min, 19. Februar 2022 in Cochabamba